# 顧景祥
顧景祥（1443年—？），字瑞卿，北直隸順天府大興縣匠籍，南直隸蘇州府長洲縣人，明朝政治人物。

## 生平
成化十六年（1480年）庚子科順天鄉試第一百二十九名舉人，十七年（1481年）中式辛丑科會試第七十五名，三甲第一百四十一名進士。授安福縣知縣，升臨江府同知。

## 家族
曾祖顧萬；祖父顧文興；父顧子澄，母何氏。慈侍下。